# R. Carlos Nakai
Raymond Carlos Nakai (Flagstaff, 16 de abril de 1946) es un intérprete estadounidense de flauta nativoamericana de herencia navajo/ute.

## Biografía
R. Carlos Nakai nació en Flagstaff, Arizona, el 16 de abril de 1946 y ahora reside en Tucson, Arizona. Es un nativo americano de herencia navajo-ute que comenzó su carrera musical como un estudiante de primer año en la Northern Arizona University estudiando instrumentos de metal y tocando en la banda de música de la universidad. En su segundo año se enlistó en la marina estadounidense con la esperanza de tocar finalmente en la Banda de las Fuerzas Armadas. Aprobó las altamente competitivas audiciones para la Escuela de Música de las Fuerzas Armadas y fue el número 28 en la lista de espera para la admisión. Sin embargo, se volvió imposible tocar con la Banda de las Fuerzas Armadas, porque un accidente de auto dañó su boca haciéndole imposible producir la embocadura correcta para continuar tocando instrumentos de metal. Poco después del accidente, se le regaló una tradicional flauta nativoamericana de cedro y se le retó a dominarla.
Nakai dice que la mayoría de su inspiración viene de las expresiones de las comunidades nativas y su deseo de preservar su propia herencia nativoamericana. Además, gusta de combinar su música nativa con la de otras culturas para así ayudar también a preservar su herencia. Para ese fin, ha colaborado con un conjunto folclórico japonés, el chelista israelí Udi Bar-David de la Orquesta de Filadelfia, y muchos otros. Ha trabajado con el compositor estadounidense Philip Glass, el flautista tibetano Nawang Khechog y el flautista Paul Horn. Una colaboración de 2005 con el maestro de guitarra slack key Keola Beamer fusionó dos formas culturales indígenas americanas muy diferentes y resultó en el álbum Our Beloved Land. Él ha expresado su filosofía y puntos de vista de la cultura nativoamericana en el mundo moderno en una entrevista con Native Digest.
La Biblioteca del Congreso de Estados Unidos tiene más de 30 de sus grabaciones preservadas en el American Folklife Center.
Nakai desarrolló un sistema de notación de tablatura (comúnmente conocido como Tablatura Nakai) que puede ser usado en una amplia variedad de claves y tonos de flauta. Él publicó esto en The Art of the Native American Flute (1996) con James Demars, Ken Light y David P. McAllester. Esto proveyó recursos y apoyo para otros músicos que tocan la flauta nativoamericana.
En 2005 fue inducido al Salón de la Fama de Música y Entretenimiento de Arizona. Fue premiado con el Arizona Governor’s Arts Award en 1992. Recibió un doctorado honorario de la Northern Arizona University en 1994 y el NAUAA Dwight Patterson (1934) Alumnus of the Year Award en 2001. Nakai obtuvo una maestría en Estudios de Indios Americanos de la University of Arizona.

## Películas
- Songkeepers (1999, 48 min.). Dirigida por Bob Hercules y Bob Jackson. Producida por Dan King. Lake Forest, Illinois: America's Flute Productions. Cinco distinguidos artistas de flauta tradicional - Tom Mauchahty-Ware, Sonny Nevaquaya, R. Carlos Nakai, Hawk Littlejohn, Kevin Locke – hablan sobre su instrumento musical y sus canciones y el papel de la flauta y su música en sus tribus.[11]

- El nuevo mundo (2005, 135 min.). Dirigida por Terrence Malick. Producida por Sarah Green y Terrence Malick. Interpretó "Water Bearer", "Ancient Voices", "Ritual 1" y "Spiral Journey". Cortesía de Celestial Harmonies/Mayflower Music Corporation.

## Discografía
Esta es la discografía de R. Carlos Nakai:
- Changes, 1983.
- Cycles, 1985.
- Journeys, 1986.
- Earth Spirit, 1987.
- Canyon Trilogy, 1989.
- Emergence, 1992.
- Mythic Dreamer, 1998.
- Island of Bows, 1994.
- Inner Voices, 1999.
- Enter >> Tribal, 2001.
- Fourth World, 2002.
- Sanctuary, 2003.
- In Beauty, We Return, 2004.
- Talisman, 2008.
- Guadalupe, Our Lady of the Roses, 2008.
- Dancing into Silence, 2010.
- Ritual, 2014.

## Apariciones en compilaciones
- Narada Film and Television Music Sampler.
- Voyages con Udi Bar-David, 2007.

## Publicaciones
- The Art of the Native American Flute, 1996.  R. Carlos Nakai con James Demars, Ken Light y David P. McAllester.